# Atnyai járás

Az Atnyai járás Tatárföldön

Az Atnyai járás (oroszul Атнинский район, tatárul Әтнә районы) Oroszország egyik járása Tatárföldön. Székhelye Bolsaja Atnya.

## Népesség
- 2002-ben 14 411 lakosa volt.
- 2010-ben 13 650 lakosa volt, melyből 13 457 tatár, 93 orosz, 44 mari, 10 baskír, 3 csuvas, 3 udmurt.